# Raduša (Užice)
Raduša (em cirílico: Радуша) é uma vila da Sérvia localizada no município de Užice, pertencente ao distrito de Zlatibor, na região de Stari Vlah. A sua população era de 373 habitantes segundo o censo de 2011.

## Demografia
| 1948 | 1953 | 1961 | 1971 | 1981 | 1991 | 2002 | 2011 |
| ---- | ---- | ---- | ---- | ---- | ---- | ---- | ---- |
| 1251 | 1285 | 1152 | 1046 | 875  | 710  | 524  | 373  |